# Parafia Trójcy Świętej w Janowie Podlaskim
Parafia Trójcy Świętej w Janowie Podlaskim – parafia rzymskokatolicka w Janowie Podlaskim.
Parafia erygowana w 1428. Obecny kościół parafialny murowany. Jego budowę rozpoczął w 1714 roku bp łucki Aleksander Benedykt Wyhowski, dokończył zaś bp Stefan Bogusław Rupniewski i dnia 30 listopada 1735 konsekrował. Świątynia mieści się przy ulicy Naruszewicza.
Terytorium parafii obejmuje Janów Podlaski, Bubel-Łukowiska, Bubel-Granną, Cieleśnicę, Hołodnicę, Jakówki, Klonownicę Małą, Ostrów, Nowy Pawłów, Stary Pawłów, Peredyło, Romanów, Stare Buczyce, Werchliś oraz Wygodę.